# Gino Pariani
Gino Pariani, teljes nevén Virginio Peter Pariani (1928. február 21. – 2007. május 9.) olasz származású amerikai labdarúgó, csatár.

## Karrierje
Karrierjét a Schumachersben kezdte, majd négy évet játszott a Raftery'sben. Ezt követően a St. Louis Simpkins-Fordhoz igazolt, amellyel 1948-ban és 1950-ben kupagyőzelmet ünnepelhetett. Pályafutása végén megfordult a Calcaterrában és a Wildcats AC-ben.
1948 és 1950 között öt meccsen a válogatottban is pályára lépett, köztük az emlékezetes angolok elleni találkozón, amelyen végül az amerikaiak nyertek 1–0-ra, a futballtörténelem egyik legmegdöbbentőbb eredményét produkálva. Utolsó válogatott összecsapására is az 1950-es vb-n került sor, a Chile elleni 5–2-es vereség alkalmával. A nemzeti csapatban összesen egyszer talált az ellenfelek hálójába. Ez is a brazíliai tornán történt, a spanyolok ellen ő szerezte az amerikaiak egyetlen gólját.
2007-ben, rákban hunyt el, sírja Afftonban található.